# Уорбек, Перкин
Пе́ркин Уо́рбек (англ. Perkin Warbeck, ок. 1474 — 23 ноября 1499) — претендент на английский престол во времена правления короля Генриха VII. Утверждая, что он является Ричардом Шрусбери, герцогом Йоркским, младшим сыном короля Эдуарда IV, Уорбек стал серьёзной угрозой для воцарившейся в 1485 году династии Тюдоров и сумел получить поддержку за пределами Англии. Генрих VII утверждал, что он самозванец, а после захвата Уорбека объявил, что на самом деле тот являлся фламандцем, родившимся в Турне около 1474 года.

## Происхождение
Происхождение Уорбека не до конца ясно, а его биография, составленная на основании его показаний и опубликованная по приказу Генриха VII, считается многими историками неточной и содержащей некоторые недостоверные факты, поскольку показания Уорбеком были даны под давлением. Согласно этой биографии, Уорбек был рождён в семье фламандца Жана де Вербека и его жены Кэтрин де Фаро; отец Перкина служил городским инспектором Турне. На допросах Уорбек заявлял о связи, в том числе родственной, с несколькими жителями Турне, что подтверждается информацией из местного архива.
Когда Уорбеку было около десяти лет, мать перевезла его в Антверпен, где мальчик должен был изучать нидерландский язык. Он обучался у нескольких мастеров в Антверпене и Мидделбурге, а затем несколько месяцев работал у английского торговца Джона Стрю. После нескольких лет, проведённых в Нидерландах, Уорбек жаждал путешествовать и потому нанялся помощником к бретонскому торговцу; вместе с этим торговцем в возрасте семнадцати лет он, в конце концов, осел в 1491 году в Корке, Ирландия, где обучился английскому языку. Как утверждал на допросах Уорбек, некоторые горожане, являвшиеся приверженцами дома Йорков, увидев его одетого в шёлковые одежды, потребовали «оказать ему королевские почести как члену королевского дома Йорков»; Уорбек говорил, что они сделали это, потому что рассчитывали отомстить королю Англии и решили, что он будет претендовать на трон как младший сын короля Эдуарда IV.
Поскольку неизвестно, насколько достоверна история Уорбека, рассказанная им самим на допросах, а также из-за его внешнего сходства с детьми короля Эдуарда IV, некоторые историки предполагают, что самозванец мог быть одним из бастардов самого Эдуарда, его брата Ричарда III или их сестры Маргариты.

## Притязания на трон
Впервые о своих притязаниях на трон Уорбек заявил в 1490 году в Бургундии при дворе Маргариты Йоркской — тётки реального Ричарда. Он рассказал историю своего чудесного спасения: якобы брат его, король Эдуард V, был убит, но самого Ричарда пощадили из-за его возраста и «невинности» и заставили принести клятву, которая заставила принца скрывать своё истинное имя и происхождение «некоторое количество лет». С 1483 по 1490 год он скрывался в Европе под защитой йоркистов, но после отъезда своего главного опекуна, сэра Эдварда Брэмтона, решил заявить о себе.
В 1491 году Уорбек высадился в Ирландии в надежде получить здесь поддержку, как это было с Ламбертом Симнелом четырьмя годами ранее; однако добиться желаемого ему не удалось и он вернулся в Европу, где ему улыбнулась удача. Уорбеку поверили многие, в том числе и некоторые монархи и знать. Король Франции Карл VIII принял его при своём дворе со всеми почестями, хотя позднее был вынужден отречься от самозванца из-за мирного договора, по которому Карл не должен был принимать при дворе бунтовщиков, выступавших против короля Генриха VII. Маргарита Бургундская публично признала Уорбека своим племянником, хотя до конца не известны её мотивы: с одной стороны, Маргарита вышла замуж и покинула Англию ещё до рождения племянников и действительно могла поверить, что перед ней её племянник Ричард; с другой, она могла знать, что он самозванец, но при этом всё равно поддерживала его, дабы вернуть власть в Англии дому Йорков. Генрих VII жаловался тогдашнему герцогу Бургундии Филиппу I Красивому, что мачеха его матери укрывает самозванца, однако ответа не последовало и Генрих ввёл торговое эмбарго против Бургундии. По приглашению отца Филиппа I, императора Максимилиана I, Перкин Уорбек присутствовал на похоронах предыдущего императора Фридриха III, где был признан королём Англии под именем Ричарда IV.

## Высадка в Кенте и поддержка Шотландии
3 июля 1495 года, финансируемый Маргаритой Бургундской, Уорбек высадился в Диле, Кент, в надежде получить народную поддержку, однако надежды не оправдались: войска были разгромлены; при этом 150 человек были убиты ещё до окончания высадки. Самозванец был вынужден отступить в Ирландию. В Ирландии Уорбек смог найти поддержку у Мориса Фицджеральда, 9-го графа Десмонда, и решил осадил Уотерфорд, но, встретив сопротивление, вновь бежал — на этот раз в Шотландию. Король Генрих VII помиловал сторонников Уорбека, сухо заметив: «Я полагаю, в следующий раз они будут сторонниками короны».
Яков IV хорошо принял претендента при своём дворе, поскольку его присутствие давало шотландскому королю иностранную поддержку. Католические короли вели переговоры о союзе с Генрихом VII, и Яков знал, что Испания могла бы помочь ему в борьбе с Англией во избежание назревавшей войны с Францией. В Эдинбург прибыли испанские послы, а Педро де Аяла был назначен послом-резидентом на время кризиса. Яков выдал за Уорбека свою родственницу леди Кэтрин Гордон, дочь графа Хантли; пышные торжества состоялись в Эдинбурге.

## Высадка в Корнуолле
Потерпев поражение, самозванец бежал в Ирландию, а затем отправился в Шотландию, чтобы искать помощи у короля Якова IV. Заручившись поддержкой Якова, в сентябре 1496 года лже-Ричард с большим войском вступил в Нортумберленд. Но и здесь народ отказался поддержать самозванца, после чего войско Якова IV разрушило и опустошило графство. Через некоторое время шотландский и английский короли начали вести переговоры о заключении мира между государствами. Но английский король Генрих VII неустанно требовал выдать ему Перкина. Яков отказался сделать это, но в то же время перестал покровительствовать лженаследнику.
Вместе со своими немногочисленными сторонниками Уорбек переправился в Ирландию. 7 сентября 1497 года началось Второе восстание в Корнуолле, причиной которого была высадка Уорбека в Корнуолле и его обращение к крестьянам, в котором он обещал в случае победы снизить высокие налоги. Перкин принял титул Ричарда IV, короля Англии и с несколькими тысячами присоединившихся к нему крестьян направился к Эксетеру, самому сильному и богатому городу в тех краях. 17 сентября повстанцы осадили Эксетер. Но уже через четыре дня самозванец снял осаду и двинулся в Тонтону. Но там его войско было разбито, и лже-Ричард с тридцатью всадниками бежал в Бьюли. Генрих VII выслал пятьсот всадников, чтобы перехватить самозванца. План короля осуществился, и вскоре Уорбек был взят в плен.

## Заключение и смерть
В заключении Уорбек скоро сознался, что является самозванцем, был выпущен из Тауэра и хорошо принят при дворе. Самозванцу разрешалось присутствовать на королевских банкетах, при этом он постоянно находился под охраной и не мог спать с женой, которая жила под защитой королевы Елизаветы. После 18 месяцев при дворе Уорбек попытался бежать, но был схвачен и посажен в Тауэр. Здесь в 1499 году вместе с Эдуардом Уориком, кузеном королевы, он снова стал строить план побега. В документах суда над Эдуардом значилось, что Уорбек вновь провозгласил себя королём, а Эдуард присягнул ему на верность и планировал созвать сторонников своего отца под знамёна самозванца. Также существовало донесение, в котором говорилось, что заключённые планируют сжечь башню, бежать во Фландрию и объявить Эдуарда Уорика королём. 23 ноября Уорбек был перевезён в Тайберн, где зачитал признание и был повешен; шесть дней спустя Эдуард Уорик был обезглавлен на Тауэрском холме.

## В культуре
В 1634 году была опубликована пьеса Джона Форда «Хроника Перкина Уорбека, или Странная правда».
В 1798 году немецкий драматург Фридрих Шиллер приступил к созданию так и оставшейся незавершённой драмы в стихах «Варбек».
В 1839 году вышел роман Мэри Шелли «Судьба Перкина Уорбека».
Перкин Уорбек является одним из главных персонажей романа Филиппы Грегори «Белая принцесса» и его одноимённой экранизации (2017); роль исполнил Патрик Гибсон.